# Grapadora M-5
La grapadora M-5 és una grapadora dissenyada per l'empresa El Casco des de 1932. Representa, per les qualitats tècniques i de disseny, una significativa aportació als objectes d'escriptori. El seu disseny elegant va tenir tan bona acollida que l'empresa va decidir no retirar-la del mercat després d'uns anys de comercialització. Actualment, encara són fabricades amb la mateixa cura, continuen oferint igual qualitat i han assolit un prestigi força alt. M-5 es comercialitza actualment a més d'una quarantena de països d'arreu del món i que també es produeix en la versió de luxe, acabada amb un bany d'or de 23,4 quirats.
En definitiva, l'èxit d'aquestes grapadores rau en l'acurat disseny, l'alta qualitat dels materials emprats i els acabats que les han convertit en símbol de qualitat i eficàcia, com demostra el fet que se segueixin produint, amb el mateix èxit, des de fa més de seixanta anys.

## Història
Va ser produïda per la firma El Casco, empresa amb seu al País Basc que va ser fundada el 1920 pels mestres armers José Enrique Aranzábal i el mateix Juan Solozábal com a fàbrica d'armes de foc, principalment de revòlvers. Després de la Guerra Civil espanyola, l'empresa orientà la producció cap als objectes d'escriptori de gamma alta. La grapadora porta molt visible la firma del fabricant, un casc que representa la marca de l'empresa, envoltat per les inscripcions Eibar-El Casco-España.
L'empresa mai no s'ha limitat a aquestes peces, sinó que com a empresa vinculada al sector de l'oficina i orientada a resoldre les necessitats dels clients, ha produït nous i variats productes, com ara grapadores electròniques, llevagrapes, perforadores, numeradors, datadors, dispensadors de cinta adhesiva, cisalles, destructores de paper o plegadores de cartes, entre d'altres.

## Característiques
Té una base allargada de secció arrodonida a la part davantera i recta a la posterior, on hi ha collat el braç que conté les grapes i que, a l'extrem, té un dispositiu amb un polsador amb què s'acciona el mecanisme de grapar. Al braç hi ha un pràctic sistema de pressió, mitjançant una molla, que fa sortir les grapes una rere l'altra. La base on es tanca la grapa una vegada expulsada, disposa d'un selector que permet escollir el tipus de tancat de la grapa. És relativament petita i té la molla visible a fora.
Cal remarcar que la grapadora, com la majoria de les d'aquesta empresa, està fabricada en acer amb gran meticulositat i molt ben acabada, i és precisa, robusta i duradora. El procés de fabricació mecànic inclou el mandrinatge, el fresatge, la rectificació i el tornejament, i més tard el brunyiment (poliment a mà un mínim de sis vegades) i un bany de coure, níquel i crom. Com passa amb altres articles d'El Casco, la grapadora pot ser desmuntada del tot, atès que en l'ajust de les peces no s'utilitza cap soldadura. Està feta per durar tota la vida i l'alta qualitat en garanteix el funcionament.

## Presència a Museus
El 1998 Marta Montmany Madurell va donar un exemplar d'una M-5 fabricada el 1978 al Museu de les Arts Decoratives de Barcelona, que s'exposà a la seva col·lecció permanent al Palau Reial de Pedralbes, actualment al Museu del Disseny de Barcelona.